# Tadley
Tadley est une ville et une paroisse civile du Hampshire, en Angleterre.